# Elsnig
Elsnig é um município da Alemanha, situado no distrito da Saxônia do Norte, no estado da Saxônia. Tem 36,76 km² de área, e sua população em 2019 foi estimada em 1.394 habitantes.